# Laserinduzierte Plasmaspektroskopie

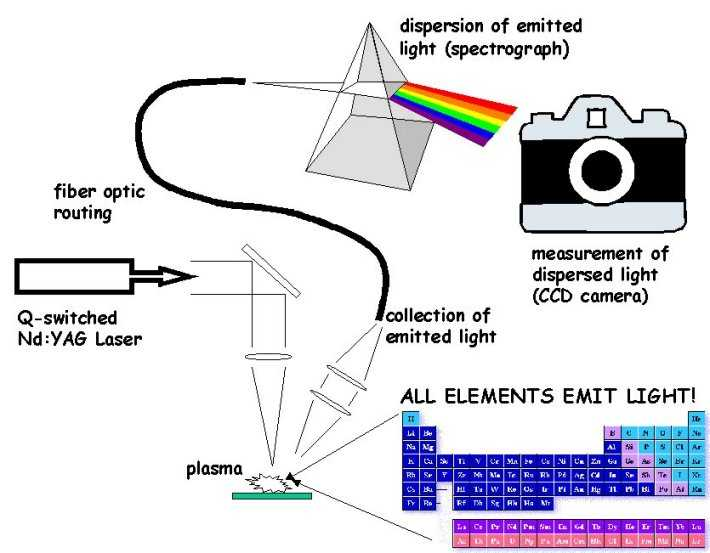
Funktionsweise der Laserspektralanlyse

Die laserinduzierte Plasmaspektroskopie – kurz LIPS oder LIBS (für engl. laser-induced breakdown spectroscopy) – ist ein laser-spektroskopisches Verfahren, mit dem die elementspezifische Zusammensetzung einer Probe bestimmt werden kann. Durch ihre vergleichsweise einfache Anwendbarkeit ist sie weit verbreitet (u. a. zur schnellen Analyse durch Laser-Handspektrometer von Metallen auf Schrottplätzen). Sie ist eine Variante der Atomemissionsspektrometrie.

## Funktionsprinzip
Durch den Beschuss einer Probe mit kurzen Laserimpulsen wird ein kleines Volumen der Probe verdampft und zu einem Plasma ionisiert (Laserablation). Beim Zerfall des Plasmas wird Licht emittiert, das charakteristisch für die enthaltenen Elemente ist. Das Spektrum der Strahlung wird mit einem Spektrometer aufgenommen.
Aus dem Intensitätsspektrum kann die atomare Zusammensetzung der Probe bestimmt werden. Bei zeitaufgelösten Messungen des Spektrums ist es auch möglich, Molekülbanden zu detektieren.

## Vorteile gegenüber anderen Analysemethoden
Die laserinduzierte Plasmaspektroskopie benötigt oftmals keine Probenaufbereitung und arbeitet relativ zerstörungsarm. Sie ermöglicht die qualitative und – bei entsprechender Kalibrierung – die quantitative Bestimmung der atomaren Zusammensetzung einer Probe simultan für eine Vielzahl von Elementen. Das zu untersuchende Material kann fest, flüssig oder gasförmig sein und eine elektrische Leitfähigkeit wird nicht vorausgesetzt. Durch den Materialabtrag der Laserstrahlung können nicht-repräsentative Deckschichten entfernt werden und/oder Tiefenprofile einer Probe aufgenommen werden. 

## Nachteile
Sowohl bei der Laserstrahlerzeugung und -führung, als auch bei Detektion des Plasmalichtes handelt es sich um mehr oder weniger komplexe Systeme. Funkenspektrometer, bei denen das Plasma durch einen elektrischen Lichtbogen erzeugt wird, sind daher nicht nur robuster, sondern auch deutlich günstiger.
Bei inhomogenen Materialien (z. B. bei Erzen) gehen nur die Materialanteile in das Messergebnis ein, die sich innerhalb des Laserstrahls befinden.

## Einsatzbereiche
Ein ChemCam genanntes Instrument wird von dem Curiosity-Rover auf dem Mars eingesetzt.